# Janalychas albimanus
Espèce
Synonymes
- Lychas albimanus Henderson, 1919

Janalychas albimanus est une espèce de scorpions de la famille des Buthidae.

## Distribution
Cette espèce est endémique du Kerala en Inde.

## Description
La femelle holotype mesure 41 mm.
Janalychas albimanus mesure de 36 à 41 mm.

## Systématique et taxinomie
Cette espèce a été décrite sous le protonyme Lychas srilankensis par Henderson, 1919. Elle est placée dans le genre Janalychas par Kovařík en 2019.

## Publication originale
- Henderson, 1919 : « Two new Scorpions from Southern India. » Records of the Indian Museum, vol. 16, p. 379–381 (texte intégral).